# Clinica Columbus
La Clinica Columbus o Casa di cura Columbus è una clinica privata situata a Milano in via Buonarroti al civico 48, posta nel parco di un edificio in stile Liberty, la Villa Romeo-Faccanoni. Il progetto della villa è di Giuseppe Sommaruga, che la realizzò nel 1911-1913; quello dell'adiacente clinica è opera della Studio Ponti-Fornaroli-Soncini e la sua realizzazione, a causa della guerra, richiese quasi un decennio, durando dal 1938 al 1946.

## La villa
L'edificio, opera in stile Liberty dell'architetto Giuseppe Sommaruga, originariamente noto come Villa Faccanoni, diventò nel 1919 Villa Romeo-Faccanoni in seguito all'acquisto da parte del celebre imprenditore dell'automobile Nicola Romeo, creatore dell'Alfa Romeo. La palazzina, comprendente oltre trenta locali su tre piani di 337 m2, una grande portineria e con un ampio giardino (2 300 m2), faceva parte di un trittico di costruzioni del Sommaruga nella zona vicina alla fiera campionaria, con la palazzina Galimberti in via Buonarroti (1908) e la palazzina Salmoiraghi in via Raffaello Sanzio (1906).
La villa venne ornata con due sculture colossali di nudi femminili di Ernesto Bazzaro qui trasferite da Palazzo Castiglioni di Corso Venezia, altra preziosa residenza Liberty di inizio Novecento sempre del Sommaruga: il palazzo era stato soprannominato Ca' di Ciapp (Casa delle chiappe) proprio per via delle due sculture che avevano destato scandalo all'epoca della sua costruzione nel 1903 e quindi rimosse dalla facciata. Sono inoltre da segnalare le decorazioni dell'ebanista Eugenio Quarti (1867-1926) e i ferri battuti del celebre mastro ferraio Alessandro Mazzucotelli (1865-1938).

## La clinica
Il progetto venne commissionato dalle Suore Missionarie del Sacro Cuore. Gio Ponti così racconta le due idee guida che ne ispirano l'architettura

"Un giorno determinai, per solo scopo di studio, gli schemi di una mia clinica tipo, che avesse a sud le camere, nel baricentro le comunicazioni verticali (scale, ascensori) e i controlli di piano [...] e il reparto operatorio innestato a nord. [...] Un altro principio fondamentale era che, né fuori né dentro, la clinica avesse il controproducente (sul malato) aspetto di clinica, ma che fosse per il malato il più accogliente conforto possibile."
"I tempi di costruzione furono dilatati dal sopraggiungere della guerra. I lavori, iniziati nel 1938, furono interrotti con il bombardamento del cantiere nel 1943; solo nel 1949 venne completato il nuovo edificio."
La pianta dell'edificio mantiene gli orientamenti previsti e nel nuovo schema a L, il cui lato più lungo è formato da due corpi distinti per destinazione e architettura, accoglie il reparto maternità e il reparto dei degenti di chirurgia e medicina". Al centro i servizi verticali. Sul lato lungo si innestano, verso nord, le sale operatorie. Le camere di degenza, su tutti e quattro i piani, sono caratterizzate da "un bel colore [...] volutamente si è a esse conferito un carattere gioioso, non clinico". "Ognuna ha un colore diverso e hanno mobili di legno, non di metallo; nell'ala della maternità ogni stanza ha un suo balconcino e una pergola."
In netto contrasto con la villa (trasformata in residenza delle suore) i progettisti non accennano a nessun formalismo decorativo nelle facciate. Quelle verso il giardino presentano rivestimenti diversi che riflettono le differenti destinazioni: candido mosaico in ceramica per l'ala maternità e laterizio per il corpo di chirurgia e medicina.
Il nome deriva da quello del "Columbus Hospital" che Francesca Cabrini aprì a New York nel 1894 per soccorrervi gli emigrati italiani.